# Lago Morgetshofsee
O Lago Morgetshofsee é um lago localizado em Thayngen no cantão de Schaffhausen, na Suíça. 
O lago e seus arredores são listados na Inventário Federal das Zonas de Reprodução de Anfíbios, criado Portaria de 2001 do Conselho Federal Suíço, como sendo um local de importância nacional.
As seguintes espécies foram observadas em Morgetshofsee: Rã comum (Rana temporaria), Sapo comestíveis , Agile Sapo (dalmatina Rana), Rã-arborícola-europeia (Hyla arborea), Tritão-alpino (Triturus alpestris), Tritão-de-crista (Triturus cristatus), Newt Suave (Triturus vulgaris) e sapo comum (Bufo bufo). 